# Burnby
Burnby – wieś w Anglii, w hrabstwie East Riding of Yorkshire. Leży 32 km na północny zachód od miasta Hull i 270 km na północ od Londynu.